# Saint-Michel, Aisne
Saint-Michel är en kommun i departementet Aisne i regionen Hauts-de-France i norra Frankrike. Kommunen ligger  i kantonen Hirson som ligger i arrondissementet Vervins. År 2022 hade Saint-Michel 3 222 invånare.

## Befolkningsutveckling
Antalet invånare i kommunen Saint-Michel
Referens: INSEE